# Ponte della Maddalena
Ponte della Maddalena (italiensk: "Maria Magdalenes bro") er en bro, der går over floden Serchio nær byen Borgo a Mozzano i den italienske provins Lucca. Den er en af adskillige middelalderlige broer kendt som Ponte del Diavolo, eller "Djævlens bro", og den en del af Via Francigena og derfor vigtig for a krydse floden. Vejen er en tidlig middelalderlig vej til Rom fra Frankrig og fungerede som pigrimsrute.
Broen er et godt eksempel på middelalderlig ingeniørkunst. Den blev sandsynligvis bestilt af grevinde Matilda af Toscana (ca 1080-1100). Den blev renoveret omkring år 1300 under ledelse af Castruccio Castracani. Det største spænd på broen er 37,8 m. Broen er også blvet beskrevet i en roman af Giovanni Sercambi fra Lucca fra 1300-tallet.
Omkring år 1500 fik broen navnet Ponte della Maddalena, afledt af Maria Magdalene, hvis statue stod for foden af broen på den østlige bred.
I 1670 udskrev rådet i Republikken Lucca et dekret, der forbød passage over broen med møllesten (ceppi) og sække med mel for at bevare den.
I 1836, efter at være blevet svært ødelagt af en oversvømmelse, blev broen repareret. I begyndelsen af 1900-tallet blev der tilføjet en bue for at gøre plads til en vej langs floden.